# Kanton Rillieux-la-Pape
Der Kanton Rillieux-la-Pape war bis 2015 ein französischer Kanton im Arrondissement Lyon und in der Region Rhône-Alpes. Er gehörte ursprünglich zum Département Rhône und hatte seinen Hauptort in Rillieux-la-Pape. Der Kanton wurde abgeschafft, als auf seinem Einzugsgebiet die Métropole de Lyon zum Jahreswechsel 2014/2015 das Département Rhône als übergeordnete Gebietskörperschaft ablöste und die Kantone ihre Funktion als Wahlkreise verloren. Letzter Vertreter im conseil général des Départements war Renaud Gauquelin (PS).

## Gemeinden
Der Kanton umfasste drei Gemeinden:
| Gemeinde         | Einwohner Jahr | Fläche km² | Bevölkerungsdichte | Code INSEE | Postleitzahl |
| ---------------- | -------------- | ---------- | ------------------ | ---------- | ------------ |
| Rillieux-la-Pape | 30.645 (2013)  | 14,55      | 2106 Einw./km²     | 69286      | 69140        |
| Sathonay-Camp    | 4.715 (2013)   | 1,94       | 2430 Einw./km²     | 69292      | 69580        |
| Sathonay-Village | 2.326 (2013)   | 5,15       | 452 Einw./km²      | 69293      | 69580        |